# Курсмон
Курсмон (фр. Courcemont) насеље је и општина у западној Француској у региону Лоара, у департману Сарт која припада префектури Ман.
По подацима из 2011. године у општини је живело 681 становника, а густина насељености је износила 30 становника/km². Општина се простире на површини од 19 km². Налази се на средњој надморској висини од 86 метара (максималној 143 m, а минималној 63 m).

## Демографија
| 1962. | 1968. | 1975. | 1982. | 1990. | 1999. | 2011. |
| ----- | ----- | ----- | ----- | ----- | ----- | ----- |
| 835   | 825   | 702   | 612   | 556   | 574   | 681   |

График промене броја становника у току последњих година